# ナリルチン
ナリルチン（英語：Narirutin）とは、ナリンゲニン-7-グリコシドの1種である。しばしば柑橘類の果実に含有されている。

## 構造
ナリルチンは、ナリンゲニンの7位の炭素が付いている水酸基に、ルチノースが脱水縮合した配糖体である。ナリルチンの分子式はC27H32O14、分子量は 580.539である。アグリコン部分のナリンゲニンはフラボノイドの1種であり、フラバノン骨格を持つ。

## 所在
ユズ、カボス、グレープフルーツ、ミカンなど柑橘類全般に含有され、特に果皮に多く含有されている。柑橘類の中では、とりわけジャバラに多く含まれるとの報告がある。

## 生理活性
ナリルチンは、I型アレルギーに対して有効かもしれないと考えられている。I型アレルギーの仕組みは以下の通りである。
1. I型アレルギーは花粉などのアレルゲン（抗原）が体内に入った際にIgEというタイプの免疫グロブリン（抗体）が作られ、以降、抗原に曝されると抗原抗体反応が起こるようになる。
2. 抗原に結合したIgEは、肥満細胞（マスト細胞）や好塩基球に結合し、これらの細胞がヒスタミン、セロトニンなどの生理活性物質を放出する。
3. ヒスタミン、セロトニンなどの作用によって血管拡張や血管透過性亢進などが起こり、放出された場所によって、鼻水、くしゃみ、目や肌の痒みといった症状が現れる。

ナリルチンはこの2と3の間で作用する。ヒスタミン等の生理活性物質を放出することを「脱顆粒」と言うが、ナリルチンは脱顆粒を抑制する作用がある。I型アレルギーの例としては、即時型の食物アレルギーや、花粉症などが挙げられる。日本では2001年にジャバラの産地である北山村が、花粉症に効果があるか確認するためのモニターを募集したことをきっかけに、マスコミにも取り上げられ徐々に認知度が高まった。

## 薬物相互作用
ナリルチンは、トランスポーターである有機アニオン輸送ポリペブチド (OATP; organic anion transporting polypeptide) のうち、小腸などに分布するOATP1A2や、OATP2B1を強く阻害することから、フェキソフェナジンなど一部の薬物の消化管吸収を妨げる可能性が示唆されている